# Tumor de células de Sertoli-Leydig
El tumor de células de Sertoli-Leydig, conocido también como arrenoblastoma, es un cáncer poco frecuente de los ovarios que forma parte de un grupo de tumores llamados tumores de los cordones sexuales, pudiendo también causar cáncer de testículo. Aunque el tumor puede aparecer a cualquier edad, es más común en adultos jóvenes.

## Clasificación
El tumor de las células de Sertoli-Leydig puede ser subdividido en varios subtipos, el más común es el que está compuesto por túbulos recubiertos por células de Sertoli y agrupaciones intersticiales de estas células.

## Cuadro clínico
Debido al exceso de testosterona producido por un tumor de las células de Sertoli-Leydig, es frecuente ver en las pacientes femeninas, signos de virilización, es decir, una historia de masculinización progresiva. Esta masculinización es precedida por anovulación (incapacidad de una ovulación), oligomenorrea, amenorrea y desfeminización. Otros signos son la aparición abundante de acné e hirsutismo, voz profunda poco femenina, clitoromegalia, recesión temporal del cabello y un incremento en la musculatura. En estos casos los niveles de testosterona en sangre están elevados.

## Diagnóstico
Un estudio reciente demostró que el CD56 puede ser un marcador serológico efectivo en el descubrimiento precoz de tumores de esta categoría.

## Tratamiento
La terapia consiste en la resección quirúrgica con salpingo-ooforectomía (remoción de ovario y trompa). El pronóstico general es bueno por razón de que el tumor crece muy lentamente y por lo general es benigno. 